# Ƚ
Das Ƚ (kleingeschrieben ƚ) ist ein Buchstabe des lateinischen Schriftsystems. Es besteht aus einem L/l mit horizontalem Querstrich. 
Der Buchstabe wird in der Orthographie der Saanich von 1978 für einen stimmlosen lateralen alveolaren Frikativ (IPA: ɬ) verwendet. Der Kleinbuchstabe ist als phonetisches Symbol für denselben Laut in Gebrauch.
Das Ƚ war auch in der seit 1995 gültigen Orthografie Teil des venetischen Alphabets, wurde aber in der Fassung von 2017 durch das Ł/ł abgelöst. Der ihm dort zugeordnete Laut hat keine Entsprechung in IPA, ähnelt aber einem  stimmhaften palatalen Approximanten.
In Kobon wird das Ƚ für einen sehr seltenen retroflexen lateralen Flap verwendet, der nicht in IPA darstellbar ist.

## Darstellung auf dem Computer
Unicode enthält das Ƚ an den Codepunkten U+023D (Großbuchstabe) und U+019A (Kleinbuchstabe).
Auf der deutschen Standard-Tastaturbelegung E1 wird der Buchstabe mit Hilfe des Querstrichakzents eingegeben, also mit der Tastenfolge Alt Gr + ä – L/l.